# Опасен ум (филм)
„Опасен ум“ е американски драматичен хип-хоп филм от 1995, режисиран от Джон Н. Смит и продуциран от Дон Симпсън, и Джери Брукхаймър. Филмът е базиран на автобиографията „Моята банда не пише домашно“ (My Posse Don't Do Homework) от бившата  морска пехотинка ЛуАн Джонсън, която заема преподавателска позиция в гимназията „Карлмонт“ в Белмонт, Калифорния през 1989, където повечето от учениците тийнейджъри са от афроамерикански и испански произход, от града Източен Пало Алто, наскоро присъединен към Белмонт, в другия край на училищния район.
Във филма участва Мишел Пфайфър в ролята на Джонсън, филмът предизвиква смесени реакции у критиците, но се превръща в изненадващ и голям успех по продажбите на билети през лятото на 1995.